# واتی آلان
واتی آلان (انگلیسی: Watty Allan; ۲۴ دسامبر ۱۸۶۸ – ۱ نوامبر ۱۹۴۳) بازیکن فوتبال اهل اسکاتلند بود که در پست مهاجم نفوذی بازی می‌کرد. او بیشتر در باشگاه فوتبال بلکپول و باشگاه فوتبال واتفورد توپ زده است.
از دیگر باشگاه‌هایی که در آن بازی کرده‌است می‌توان به باشگاه فوتبال منچستر سیتی و باشگاه فوتبال چورلی  اشاره کرد.